# 虹野沙希
虹野沙希（虹野沙希）是科樂美第一套戀愛模擬遊戲《純愛手札》（ときめきメモリアル）的女主角，《純愛手札》女主角群中只有她的人氣度可以媲美藤崎詩織。

## 提要
虹野沙希在《純愛手札》中所加入的光輝高中學生社團是棒球社（野球部）或足球社（サッカー部）：若藤崎詩織加入足球社，則沙希加入棒球社；若詩織加入棒球社，則沙希加入足球社。在《純愛手札 Drama Series》中，虹野沙希固定是足球社經理，也是《純愛手札 Drama Series Vol.1 虹色青春》（ときめきメモリアルドラマシリーズ Vol.1 虹色の青春）唯一女主角。
在《純愛手札》中，虹野沙希的日語配音員是菅原祥子，韓語配音員是이자명。
虹野沙希是一位以「努力」、「毅力」（根性）為標語的努力家，喜愛為用心努力的人加油打氣。垂吊在她兩耳前的鬢髮是《純愛手札》女主角中獨一無二的特徵，繡有「RAINBOW」字樣的鴨舌帽是她平日的愛用品。她的功課和運動都不算特別擅長，但十分擅長作料理（尤其肉類），是賢妻良母型的女孩子，缺點是不善於表達自己的情感。她常穿黃色衣服，《Fami通》的《純愛手札》女主角特集曾說明這是受到日本電視台慈善節目《24小時電視 「愛心救地球」》的影響。她喜歡的食物是散壽司，沒有特別討厭的食物。
在《純愛手札》廣播劇CD與《純愛手札 Drama Series》中，虹野沙希與如月未緒友好。在《純愛手札 Drama Series Vol.1 虹色青春》中，虹野沙希的便當、藤崎詩織的髮箍與鏡魅羅的耳環被列為「光輝高中三神器」。日文的便當稱為，故沙希的便當被暱稱為「虹弁」。在《純愛手札 Drama Series》第3集《啟程之詩》（ときめきメモリアルドラマシリーズVol.3 旅立ちの詩）中，沙希與古式由加利因同樣對家事有興趣而成為朋友。
在《OVA純愛手札》中，虹野沙希非常尊敬光輝高中游泳社（水泳部）選手清川望，而且暗戀男主角；但在畢業之前，她將自己對男主角的愛慕之心放在心底，先愉快享受學校生活。

## 影響
1997年12月11日，《KONAMI GB 精選集 VOL.2》（コナミGBコレクション VOL.2）上市，虹野沙希擔任選單畫面導覽員。
在《純愛手札2 Substories 〜Leaping School Festival〜》（ときめきメモリアル2 Substories 〜Leaping School Festival〜）中，虹野沙希客串光輝高中棒球社經理。
在八神浩樹漫畫作品《灌籃少年》單行本第21集的助手群附錄漫畫〈陰謀蠢動〉中，出現穿圍裙、右手拿平底鍋的虹野沙希手辦。

## 衍生作品

### 個人唱片
下列唱片皆是虹野沙希的角色歌唱片，皆是King Records總經銷。唱片名稱以各唱片封面標示為準。詳細曲目請參見條目。
單曲CD
- 《遇見你真好》（出会えて良かった），科樂美株式會社1997年7月24日發行，King Records編號KIDA7629，科樂美編號LM034。
- 《淚的聲援》（涙のエール），科樂美株式會社1998年8月21日發行，King Records編號KIDA7646，科樂美編號LM059。

錄音室專輯CD
- 《跨越彩虹》（over the rainbow），科樂美株式會社1997年9月26日發行，King Records編號KICA7795，科樂美編號LC252。
- 《虹的版畫》（虹のリトグラフ），科樂美株式會社1998年10月9日發行，King Records編號KICA7896，科樂美編號LC340。

### 畫集
- 《虹野沙希複製原畫集 RAINBOW》（虹野沙希ポートレート集 RAINBOW），雙葉社1998年2月出版，ISBN 978-4575287813。